# Margus Tsahkna

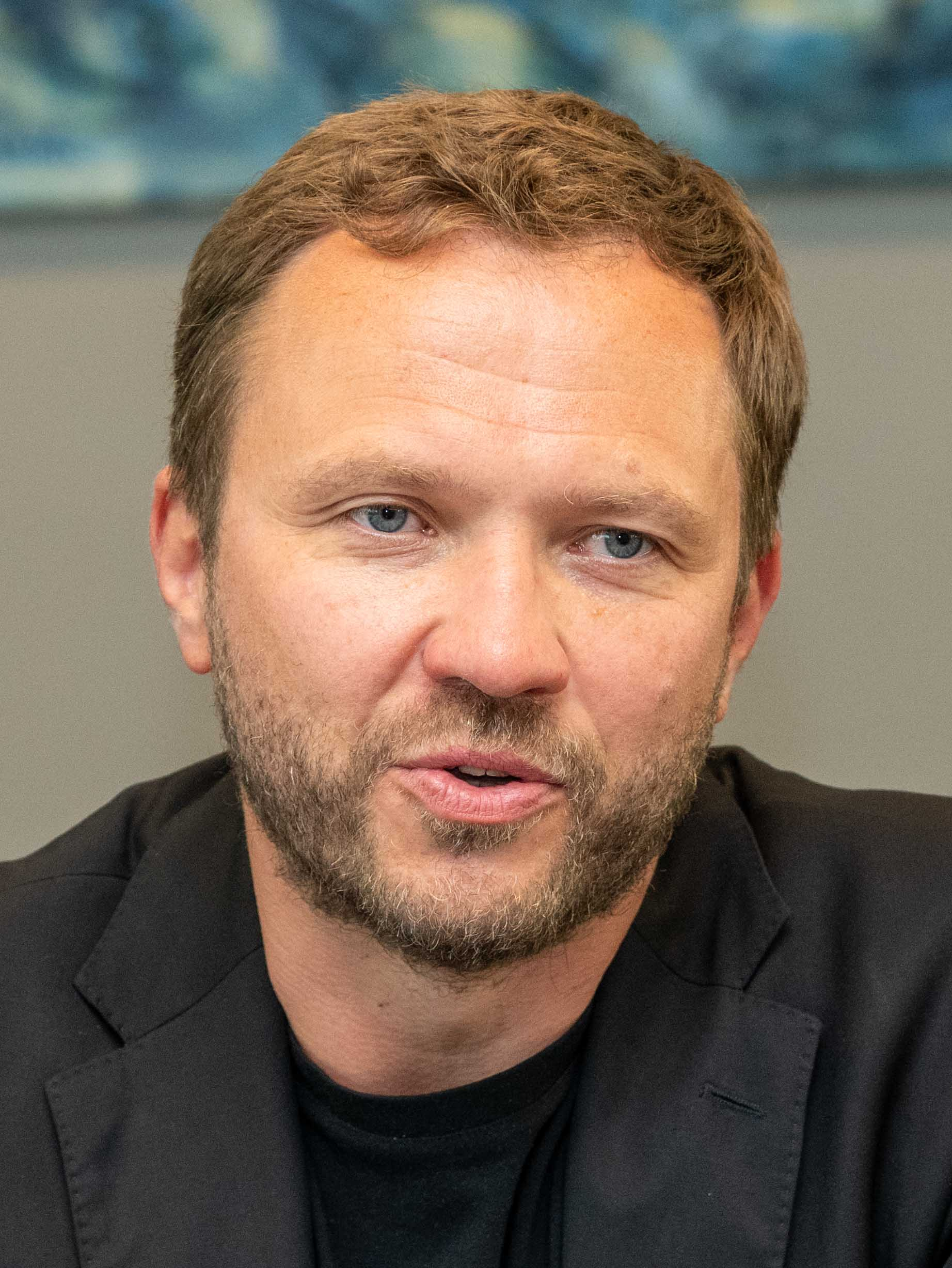
Margus Tsahkna (2024)

Margus Tsahkna (* 13. April 1977 in Tartu, Estnische SSR) ist ein estnischer Politiker. Er war vom 6. Juni 2015 bis 13. Mai 2017 Vorsitzender der konservativen Partei Pro Patria und Res Publica Union (estnisch Isamaa ja Res Publica Liit) und vom 23. November 2016 bis 12. Juni 2017 estnischer Verteidigungsminister. Seit dem 17. April 2023 ist er estnischer Außenminister. Am 23. November 2023 wurde Tsahkna zudem zum Vorsitzenden der Eesti 200 gewählt.  

## Leben
Er wurde 1977 in Tartu geboren, wo er 1995 auch sein Abitur absolvierte. Anschließend studierte er von 1996 bis 2002 Theologie an der Universität Tartu und von 1999 bis 2000 Internationales Recht an der University of Toronto.
Im Jahr 2000 gründete er das christliche Jugendheim in Tartu. Er ist unter anderem Mitglied der General-Johan-Laidoner-Gesellschaft, und der Studentenverbindung „Corps Sakala“.

### Politische Tätigkeit
Im Jahr 2000 schloss er sich der Partei „Pro Patria“ an. Von 2001 bis 2004 war er Vorsitzender der „Noor-Isamaa“, dem Nachwuchsverband der damaligen „Pro Patria“-Partei. Von 2003 bis 2007 war er im Stadtrat der Stadt Tartu. Von 2003 bis 2006 war er politischer Sekretär der Pro Patria Union. Nach dem Zusammenschluss der Parteien Pro Patria Union und Res Publica zur „Pro Patria ja Res Publica Liit“ (IRL) agierte er von 2007 bis 2010 als deren Generalsekretär sowie von 2010 bis 2013 als politischer Sekretär. Im Jahr 2013 wurde er stellvertretender Vorsitzender der Partei. Seit 2007 gehörte er dem estnischen Parlament an – von 2011 bis 2014 war er dort Vorsitzender der Sozialkommission.
Seit Juni 2015 war Margus Tsahkna Vorsitzender der IRL. Vom 9. April 2015 bis 23. November 2016 war er in der Koalitionsregierung von Ministerpräsident Taavi Rõivas estnischer Sozialminister – danach Verteidigungsminister in der Nachfolgeregierung von Jüri Ratas. Nachdem ihn seine Partei vom Vorsitz und Ministerposten abberufen hatte, gab er am 26. Juni 2017 bekannt, die IRL zu verlassen. Tsahkna schloss sich daraufhin der neugegründeten Partei Eesti 200 an und wurde zu einem der stellvertretenden Vorsitzenden gewählt.
Bei den Parlamentswahlen 2023 schaffte die Eesti 200 erstmals den Sprung ins Parlament und beteiligte sich an der nachfolgend gebildeten, neuen Regierung der wiedergewählten Ministerpräsidentin Kaja Kallas. Tsahkna übernahm in diesem Kabinett das Außenministerium. Am 23. November 2023 wurde Tsahkna zudem zum Vorsitzenden der Eesti 200 gewählt. 

### Privates
Im Jahr 2009 wurde er durch den zweiten Platz beim estnischen Gesangswettbewerb „Laulud tähtedega“ landesweit bekannt. Er sang zusammen mit der Gewinnerin von „Estland sucht den Superstar“ Birgit Õigemeel.
Margus Tsahkna ist verheiratet und hat vier Kinder.